# محمود جمالی
محمود جمالی (زادهٔ ۱۳۲۵ در کاشان) نمایندهٔ حوزهٔ انتخابیهٔ کاشان در دورهٔ پنجم مجلس شورای اسلامی بوده‌است. وی پیش‌تر در دورهٔ چهارم نیز عضو این مجلس بود.